# Julie Donaldson
Julie Anne Donaldson (Jacksonville, 10 febbraio 1978) è una giornalista, conduttrice televisiva e conduttrice radiofonica statunitense.

## Biografia
Nel luglio 2000 Julie Donaldson ha vinto il titolo di Miss Florida USA, concorrendo quindi di diritto a Miss USA 2001. Tra il 2006 e il 2007 è iniziata la sua carriera di giornalista sportiva presso SportsNet New York, per poi trasferirsi alla NBC. A partire dal 2010 e per tutto il decennio è stata anchorwoman, giornalista e conduttrice per NBC Sports Washington, occupandosi e trattando tutti gli eventi sportivi riguardanti questa zona. Nel luglio 2020 è diventata vice presidente del reparto media del Washington Football Team, divenendo la prima conduttrice donna di una stazione radiofonica della NFL.
A fine 2020 è stata inserita tra le donne più potenti e influenti in ambito sportivo in una lista stilata da Sports Illustrated.